# ۱۱۳۰ (میلادی)

## رویدادها
- ۲۷ فوریه: زمین‌لرزه جبال. در اوایل عصر روز ۱۶ ربیع الاول ۵۲۴ زمین‌لرزه ویرانگری در زاگرس باختری روی داد. این لرزه آسیب گسترده‌ای را در جزیره، در عراق تا موصل، و در جبال وارد آورد. در بغداد جنبش‌های آهسته زمین که زمان درازی تداوم داشت سبب فرو ریختن خانه‌ها در بخش‌های خاوری و باختری شهر شد، بی آنکه تلفاتی به بار آید. پسلرزه‌ها مدتی ادامه داشت.